# NGC 3114
NGC 3114 é um aglomerado aberto na direção da constelação de Carina. O objeto foi descoberto pelo astrônomo James Dunlop em 1826, usando um telescópio refletor com abertura de 9 polegadas. Devido a sua moderada magnitude aparente (+4,2), é visível apenas com telescópios amadores ou com equipamentos superiores.